# Sjevernoaslijski jezici
Sjevernoaslijski jezici, ogranak od 8 aslijskih jezika kojima govore plemena Orang Asli s Malajskog poluotoka. Skupina se dijeli na više grana, to su: a) Chewong (1) s jezikom cheq wong ili chewong [cwg]; b) istočni sjevernoaslijski jezici (4): batek ili bateg [btq], jehai, jahai ili pangan [jhi], minriq ili mendriq [mnq], i mintil ili mitil [mzt]; c) Tonga (1), s jezikom tonga ili mos iz Tajlanda; d) zapadni sjevernoaslijski jezici (2): kensiu ili kenseu [kns]; kintaq ili bong, kenta, kintak, kintaq bong [knq]

## Vanjske poveznice
- Ethnologue (14th)
- Ethnologue (15th)